# Mirko Mataušić
Mirko Juraj Mataušić (Medsave, 3. rujna 1944. – Zagreb, 14. studenoga 2014.) bio je hrvatski katolički svećenik, franjevac, novinar, radijski urednik i sveučilišni predavač.

## Životopis
Rođen je 3. rujna 1944. godine u mjestu Medsave kod Samobora. Nakon završene Franjevačke gimnazije u Zagrebu stupio je 1961. u franjevački red te je uzeo ime Mirko. Za svećenika je zaređen 1971. godine. Na Filozofsko-teološkom učilištu Hrvatske franjevačke provincije u Rijeci studirao je folozofiju, a teologiju na Katoličkom bogoslovnom fakultetu u Zagrebu te na Sveučilištu u Münsteru. Diplomirao je 1972. godine. Iste je godine u Münsteru upisao magistarski studij publicistike i teorije komunikacije. Na Sveučilištu „Paris Lodron” u Salzburgu upisao je doktorski studij iz publicistike i komunikacijske znanosti te slavistike. Obranio je 1984. doktorsku disertaciju „Hrvatski katolički tisak 1849 – 1900. Predziđe kršćanstva” (Kroatische katholische Presse 1849 – 1900. Antemurale christianitatis). Time je posto prvi doktor informacijskih i komunikacijskih znanosti u Hrvatskoj.
Djelovao je u Hrvatskim katoličkim misijama u Austriji. Od 1981. do 1984. bio je definitor Hrvatske franjevačke provincije sv. Ćirila i Metoda. Od 1984. do 1987. bio je tajnik Provincije, od 1987. do 1990. vikar Provincije te od 1990. do 1996. provincijalni ministar.
Od 1984. do 1990. bio je urednik te novinar u izdavačkoj kući Kršćanska sadašnjost. Bio je jedan od suosnivača ekumenske novinske agencije Kršćanske informativne službe (1991.–1993). Također, bio je utemeljitelj i prvi ravnatelj Hrvatskoga katoličkog radija (1994.–2000.).
Od 1978. godine bio je član Svjetskog saveza katoličkih novinara. Bio je suosnivač i prvi predsjednik Društva katoličkih novinara Jugoslavije (1988.–1991.). Godine 1991. osnovao je Hrvatsko društvo katoličkih novinara te njime predsjedao do 2000. godine. Bio je član prvog Vijeća za telekomunikacije u Hrvatskoj (1994.–1999.) te u dva mandata član Vijeća Hrvatske radiotelevizije. Bio je predavač na studiju novinarstva na Hrvatskim studijima te je od 2003. bio pročelnik studija novinarstva.

## Djela
- „Svaka ulica zove se Strasse“

### Članci
- Jurišić, Jelena. 2014. Dr. sc. Juraj Mirko Mataušić (1944 – 2014). Kroatologija. Sveučilište u Zagrebu – Fakultet hrvatskih studija. Zagreb. 5 (1): 133–138